# Kuće Zaninović u Hvaru
Kuće Zaninović u gradiću Hvaru, Marije Maričić 17, zaštićeno kulturno dobro.

## Opis dobra
Gotičke kuće Zaninović sagrađene su kao uglovnica jugozapadnoga dijela stambenoga bloka izgrađenog u Hvaru u predjelu Groda, na adresi Ulica Marije Maričić 17, koja s južne strane obrubljuje stambeni blok i postavljena je uz južne gradske zidine, a na sjeveru bloka je crkva sv. Duha. Sjeverno od kuća je danas srušena crkva sv. Ivana. Dvije gotičke kuće tlocrtnoga gabarita cca 9/12 metara u 19. su stoljeću integrirane pa su se koristile kao jedinstvena građevina.

## Zaštita
Pod oznakom Z-6648 zavedena je kao nepokretno kulturno dobro - pojedinačno, pravna statusa zaštićena kulturnog dobra, klasificirano kao "stambene građevine".